# 篩鯡
篩鯡為輻鰭魚綱鲱形目鲱科的其中一種，分布於中東大西洋區，從西撒哈拉至安哥拉海域，棲息深度可達50公尺，體長可達45公分，棲息在沿海海域、河口區，以矽藻為食，可做為食用魚。

## 擴展閱讀
維基物種上的相關：篩鯡